# 트리플 바텀 라인

세 가지(경제, 사회, 환경) 유형의 수익을 설명하는 그래픽

트리플 바텀 라인(Triple bottom line, TBL, 3BL)은 사회, 환경(또는 생태) 및 경제의 세 부분으로 구성된 회계 프레임워크이다. 일부 조직에서는 더 큰 비즈니스 가치를 창출하기 위해 더 넓은 관점에서 성과를 평가하기 위해 TBL 프레임워크를 채택했다. 비즈니스 작가 존 엘킹턴(John Elkington)은 1994년에 이 문구를 만들었다고 주장한다.

## 같이 보기
- 생태자본주의
- 임팩트 투자
- 퍼머컬처
- 가치 웹